# Lacanobia umbrosa
Lacanobia umbrosa là một loài bướm đêm trong họ Noctuidae.